# Gjörckeska badinrättningen

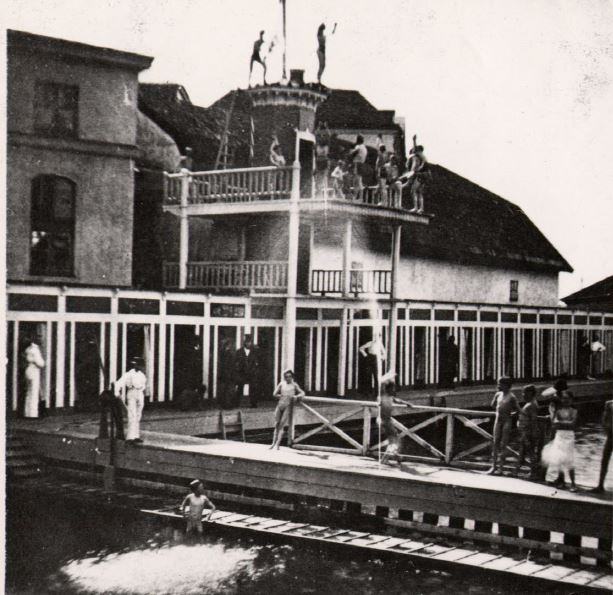
Gjörckeska badinrättningen kring 1870

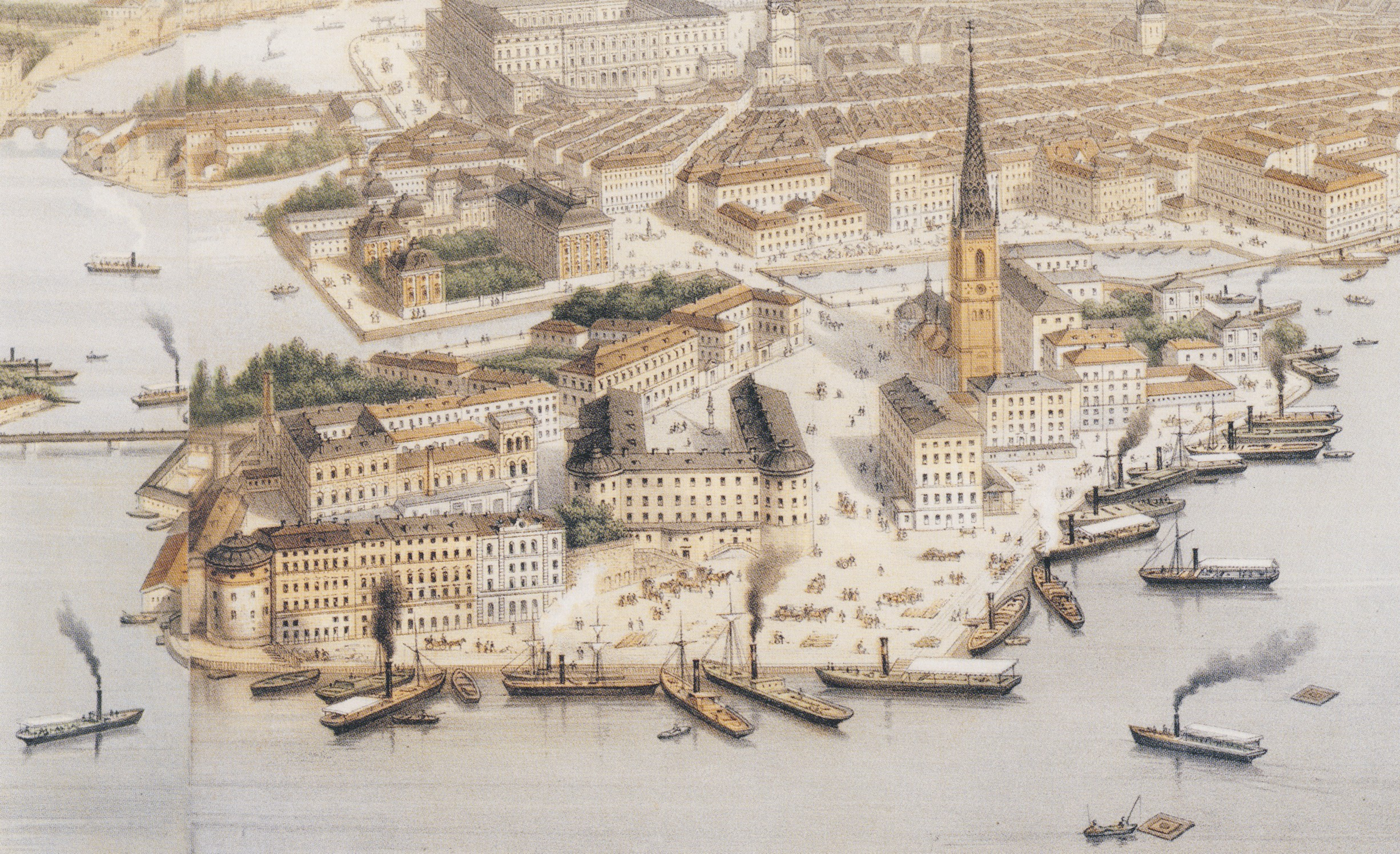
Riddarholmen på 1870-talet. Badet skymtar på öns norra sida strax intill järnvägsbron.

Gjörckeska badinrättningen, (även Lindska- eller Nordstedska siminrättningen) var ett friluftsbad med kallbadhus på Riddarholmen i Stockholm.
Den första siminrättning i Sverige upprättades i Uppsala vid slutet av 1700-talet. 1827 öppnades två anläggningar för män vid Riddarholmen: den Åbomska siminrättningen på en flottbro intill Sundhetskollegiums hus och den Lindska siminrättningen av fabrikör Carl David Lindh, vid vattnet där Norstedtshuset nu ligger. De båda anläggningarna erbjöd kostnadsfri simskola till ett stort antal medellösa studerande vid stadens högre och lägre skolor. 
Efter Lindhs död övergick anläggningen i förläggaren Per Adolf Norstedts ägo. Hans efterträdare Carl Norstedt byggde 1845 om anläggningen till en modern inrättning med ett femtiotal hytter och duschar. Arkitekten Georg Theodor Chiewitz uppgjorde ritningarna. I de två större bassängerna strömmade Riddarfjärdens vatten. Genom föreståndaren, simläraren och dansören vid Kungliga Teatern, Fredrik Alexander Gjörcke (1817–1866), kom badet att kallas Gjörckeska badinrättningen. Efter Gjörckes bortgång övertogs arrendet av hans änkefru. 
År 1868 fick folkskolans barn tillgång till den Gjörckeska simskolan, med omkring 400 elever. Året därpå anställdes folkskolläraren Olof Köhler som simlärare och han blev efterhand dess föreståndare och övertog arrendet efter änkefru Gjörckes död.. Besöksantalet växte och var vid början av 1880-talet uppe i 2.200 elever. Utöver det badade i medeltal 1.000 vuxna män dagligen på anläggningen.
Anläggningen revs 1882 i samband med uppförandet av det nya Norstedtshuset, men kom att ersättas av Strömbadet som öppnades 1884 med Olof Köhler som badmästare.